# Madagaskars flag
Madagaskars flag blev taget i brug 14. oktober 1958, to år før uafhængigheden, idet Madagaskar forberedte sig til en folkeafstemning om landets status i Det franske fællesskab.
Rødt og hvidt var farverne for Kongeriget Merina, som underkastede sig Frankrig i 1896. De blev brugt i flaget for den sidste Merina-monark, dronning Ranavalona 3.